# سوئیت سینت پل

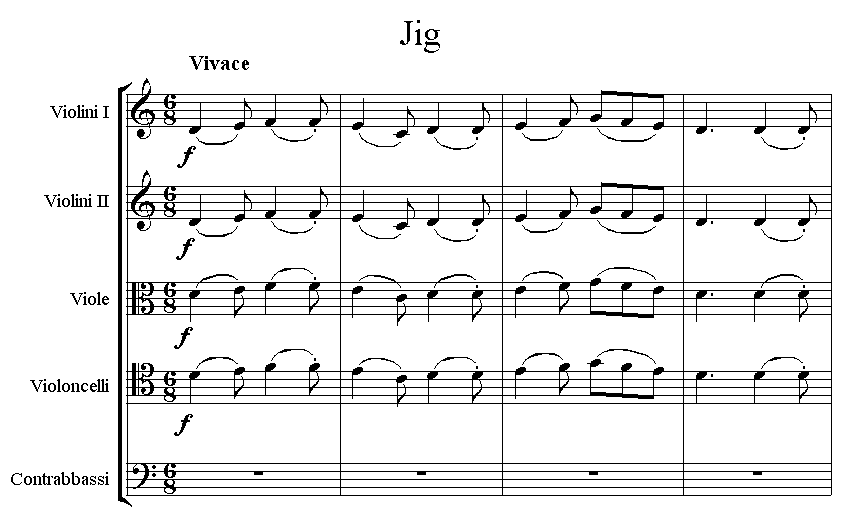
سوئیت سنت پاول گوستاو هولست. آغاز موومان اول.

سوئیتِ سینت پُل (انگلیسی: St Paul's Suite)، اپوس ۲۹، شمارهٔ ۲، با نام اصلی سوییت در دو ساخته‌ای برای ارکستر زهی از آهنگ‌ساز انگلیسی، گوستاو هولست است. این کار در ۱۹۱۲ میلادی تصنیف شده‌است ولی به دلیل تغییرهایی که بعدها در آن داده شد، تا ۱۹۲۲ میلادی منتشر نشد. نام آن از مدرسهٔ دخترانهٔ سینت پل در بریتانیا گرفته شده‌است که هولست از ۱۹۰۵ تا ۱۹۳۴ در آنجا مدیر موسیقی بود. هولست این سوییت را به پاس استودیوی ضد صدایی که مدرسه برایش ساخته بود تصنیف کرد. این کار در میان کارهای دیگری که هولست برای دانش‌آموزان سینت پل ساخته بود، شناخته‌شده‌ترین است.

## ساختار
این سوییت چهار موومان دارد:
- I. ژیگ: ویواچه
- II. اوستیناتو: پرستو
- III. اینترمتسو: آندانته کُن موتو (در دستنویس «رقص» نامگذاری شده‌است)
- IV. فیناله (دارگاسون): آلگرو (بر پایهٔ «فانتزی بر روی دارگاسون» از دومین سوئیت در فا برای گروه نظامی خودش ساخته شده‌است)